# Холокост в Жабинковском районе
Холокост в Жа́бинковском районе — систематическое преследование и уничтожение евреев на территории Жабинковского района Брестской области оккупационными властями нацистской Германии и коллаборационистами в 1941—1944 годах во время Второй мировой войны, в рамках политики «Окончательного решения еврейского вопроса» — составная часть Холокоста в Белоруссии и Катастрофы европейского еврейства.

## Геноцид евреев в районе
Жабинковский район был полностью оккупирован немецкими войсками в июне 1941 года, и оккупация длилась более трёх лет — до июля 1944 года. Нацисты поделили Жабинковский район на две части — одна вошла в состав территории, административно отнесённой в состав рейхскомиссариата Украина генерального округа Волынь-Подолия, вторая — в состав округа Белосток провинции Восточная Пруссия. Вся полнота власти в районе принадлежала зондерфюреру — немецкому шефу района, который подчинялся руководителю округи — гебитскомиссару. Во всех крупных деревнях района были созданы районные (волостные) управы и полицейские гарнизоны из белорусских коллаборационистов.
Для осуществления политики геноцида и проведения карательных операций сразу вслед за войсками в район прибыли карательные подразделения войск СС, айнзатцгруппы, зондеркоманды, тайная полевая полиция (ГФП), полиция безопасности и СД, жандармерия и гестапо.
Одновременно с оккупацией нацисты и их приспешники начали поголовное уничтожение евреев. «Акции» (таким эвфемизмом гитлеровцы называли организованные ими массовые убийства) повторялись множество раз во многих местах. В тех населенных пунктах, где евреев убили не сразу, их содержали в условиях гетто вплоть до полного уничтожения, используя на тяжелых и грязных принудительных работах, от чего многие узники умерли от непосильных нагрузок в условиях постоянного голода и отсутствия медицинской помощи.
Оккупационные власти под страхом смерти запретили евреям снимать желтые латы или шестиконечные звезды (опознавательные знаки на верхней одежде), выходить из гетто без специального разрешения, менять место проживания и квартиру внутри гетто, ходить по тротуарам, пользоваться общественным транспортом, находиться на территории парков и общественных мест, посещать школы.
Осуществляя политику юденфрай, нацисты прилагали любые усилия для выискивания, поимки и убийства даже отдельных евреев. Так, были выслежены и убиты 6 евреев северо-восточнее деревни Подлесье.
За время оккупации практически все евреи Жабинковского района были убиты, а немногие спасшиеся в большинстве воевали впоследствии в партизанских отрядах.
Самые массовые убийства евреев района происходили в Жабинке, деревнях Отечизна (сейчас — посёлок Ленинский), Рогозно, Петровичи (70 человек), Ходосы (196 человек), Задерть (43 человека), Федьковичи, Бульково (32 человека), на хуторе Каролин.
Около деревни Отечизна, в поместье Бельского, на торфоразработках немцы использовали рабский труд 200 еврейских девушек. Однажды немцы привезли к этому месту на грузовиках ещё примерно 60 еврейских семей их ближайших деревень, согнали всех — и девушек, и привезенных — вместе, заставили раздеться донага, отвели и расстреляли неподалёку у заранее вырытой ямы.

## Гетто

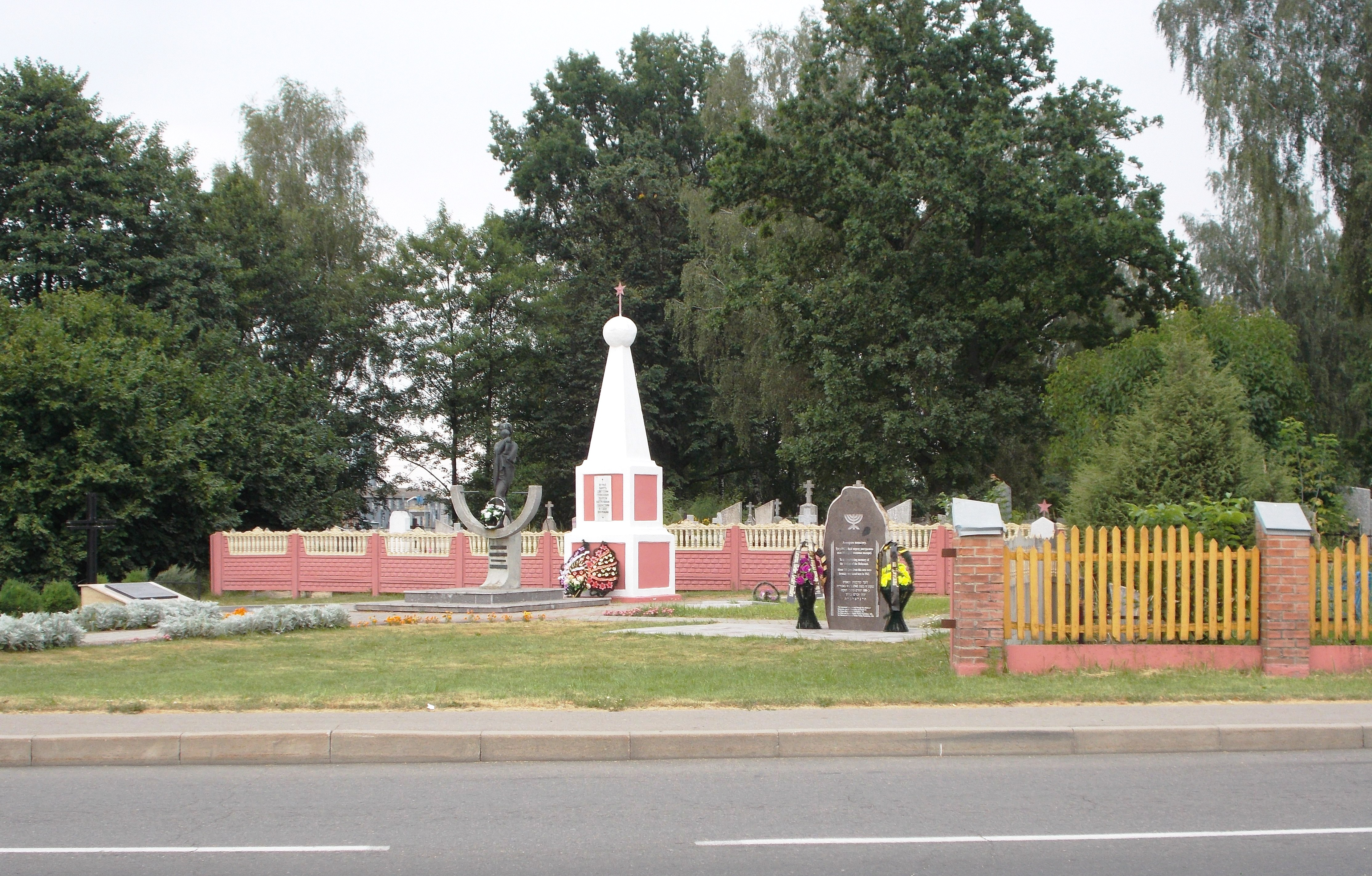
Мемориал на одном из мест убийства узников гетто в Жабинке

Реализуя нацистскую программу уничтожения евреев, немцы создавали гетто почти во всех городах и населённых пунктах Беларуси, где проживало еврейское население. Так и в Жабинковском районе оккупанты создали 2 гетто — в Жабинке и Ходосах.
- В гетто в Жабинке (1941 — 21 октября 1942) нацистами и их сообщниками были замучены и убиты не менее 800 евреев.

### Гетто в Ходосах
В гетто в деревне Ходосы (1941 — сентябрь 1942) в сентябре 1942 года были убиты последние 196 евреев. В 2004 году их останки были перезахоронены, а на месте расстрела установлен памятник.

## Праведники мира
В Жабинковском районе один человек — Будишевская Флория — была удостоена почетного звания «Праведник народов мира» от израильского мемориального института «Яд Вашем» «в знак глубочайшей признательности за помощь, оказанную еврейскому народу в годы Второй мировой войны» — за спасение Левина Романа в Жабинке.

## Память
Опубликованы неполные списки убитых евреев района.
Евреям Жабинки, погибшим в годы Катастрофы, установлен памятник.
Около деревни Петровичи в 1974 году по инициативе Романа Левина был установлен памятник 70 (200) евреям, убитым немцами 26 октября 1942 года.